# Eriopyga tenebrosa
Eriopyga tenebrosa är en fjärilsart som beskrevs av Max Wilhelm Karl Draudt 1924. Eriopyga tenebrosa ingår i släktet Eriopyga och familjen nattflyn. Inga underarter finns listade i Catalogue of Life.